# Italia Ricci

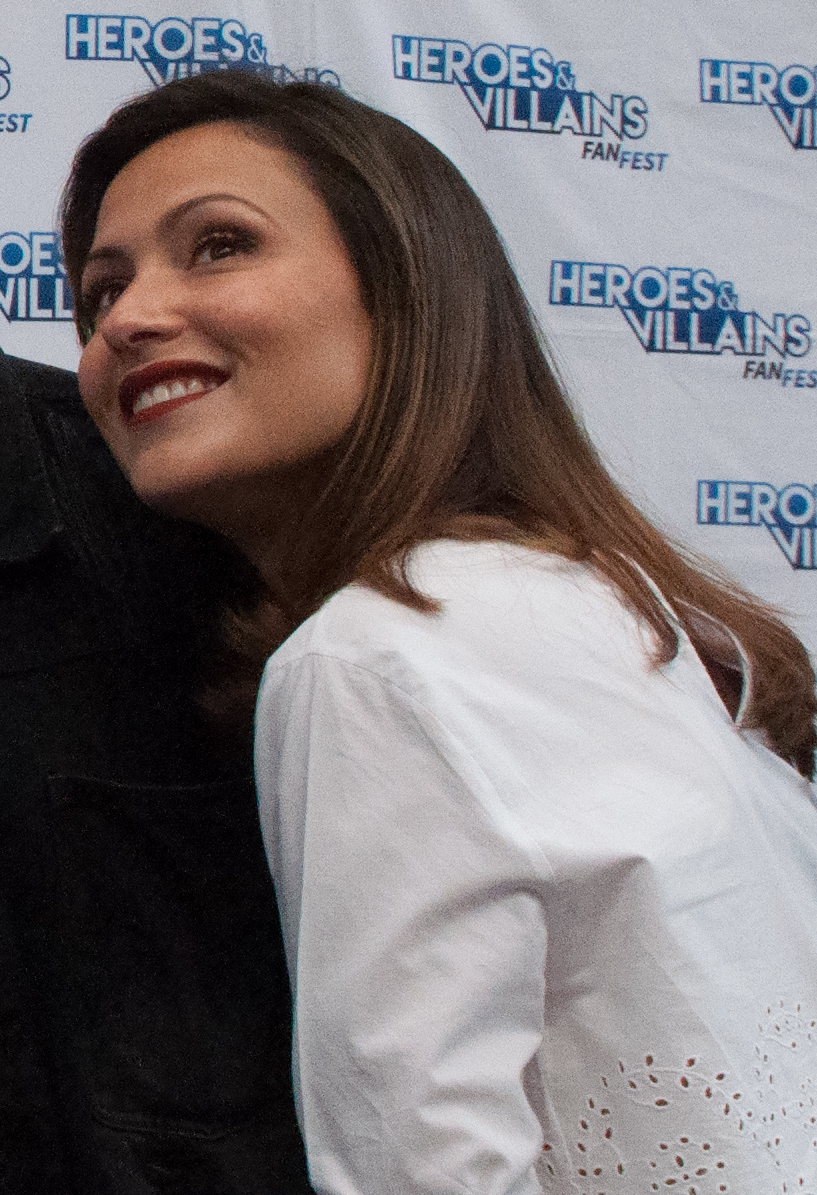
Italia Ricci (2017)

Stephanie Italia Ricci (* 29. Oktober 1986 in Richmond Hill, Ontario) ist eine kanadisch-amerikanische Schauspielerin.

## Leben und Karriere
Italia Ricci wurde im Oktober 1986 in Richmond Hill, Ontario, geboren und ist italienischer Abstammung. Sie besuchte die Queen’s University in Kingston.
Ricci gab ihr Schauspieldebüt 2007 in dem Spielfilm American Pie präsentiert: Die College-Clique als Laura Johnson. Anschließend folgte die Nebenrolle der Chase Ravenwood in der Disney-XD-Fernsehserie Aaron Stone. In den darauffolgenden Jahren hatte sie unter anderem in How I Met Your Mother, Dr. House und True Jackson mehrere Gastauftritte. Als Maggie Winnock hatte sie 2010 eine Hauptrolle in der kurzlebigen Fernsehserie Unnatural History.
2013 war sie in Joseph Gordon-Levitts Regiedebüt Don Jon zu sehen. Von Juni 2014 bis September 2015 verkörperte sie die April Carver in der ABC-Family-Dramedy Chasing Life.
Von September 2016 bis 2019 spielte Ricci für den amerikanischen Sender ABC im Politthriller Designated Survivor mit. Sie verkörperte in der Serie Emily Rhodes, Sonderberaterin und spätere Stabschefin des Präsidenten. 2022 stellte sie in zehn Episoden des Netflix Originals The Imperfects die Rolle der Dr. Sydney Burke dar.

## Persönliches
Seit 2008 ist sie in einer Beziehung mit Robbie Amell und seit 2016 sind sie verheiratet. Seit September 2019 sind sie Eltern eines Sohnes.
Im Januar 2020 nahmen Ricci und ihr Ehemann die 
amerikanische Staatsbürgerschaft an.

## Filmografie (Auswahl)
- 2007: American Pie präsentiert: Die College-Clique (American Pie Presents: Beta House)
- 2008: The Death of Indie Rock
- 2009: Secret Girlfriend (Fernsehserie, 5 Episoden)
- 2009: Aaron Stone (Fernsehserie, 5 Episoden)
- 2009: How I Met Your Mother (Fernsehserie, Episode 4x17)
- 2009: Dr. House (House, Fernsehserie, Episode 5x22)
- 2009: Greek (Fernsehserie, Episode 2x19)
- 2010: True Jackson (True Jackson, VP, Fernsehserie, Episode 2x12)
- 2010: Unnatural History (Fernsehserie, 13 Episoden)
- 2012: CSI: Vegas (CSI: Crime Scene Investigation, Fernsehserie, Episode 13x06)
- 2013: Don Jon
- 2013: Dean Slater: Resident Advisor
- 2014: The Remaining
- 2014–2015: Chasing Life (Fernsehserie, 34 Episoden)
- 2015: Fatal Memories (Fernsehfilm)
- 2016: Late Bloomer (Fernsehfilm)
- 2016: Supergirl (Fernsehserie, 5 Episoden)
- 2016–2019: Designated Survivor (Fernsehserie, 53 Episoden)
- 2019: Rome in Love (Fernsehfilm)
- 2020: Love in Winterland (Fernsehfilm)
- 2021: Breakup Boot Camp (Fernsehfilm)
- 2021: The Good Doctor (Fernsehserie, Episode 4x15)
- 2022: The Imperfects (Fernsehserie, 10 Episoden)
- 2023: Catch Me If You Claus (Fernsehfilm)
- 2024: Trading Up Christmas (Fernsehfilm)
- 2025: Racewalkers